# Паяджук
Паяджук (арм. Փայաջուկ, перс. پکاجیک, англ. Pekajik) — исторически армянское село в уезде Салмаст, области Зарехаван, провинции Парскаайк (Норширакан), на юго-востоке Великой Армении.
В X веке село входило в состав армянского Васпураканского царства, входившее в состав Анийского царства.
Ныне село Паяджук входит в состав области Сельмас, провинции Западный Азербайджан, Иран.
В 1826—1828 годы наблюдалось значительное, вынужденное переселение всего христианского (армянского и ассирийского) населения, связанное с Русско-Персидской войной, её окончанием и подписанием в 1828 году Туркманчайского мирного договора.
Часть семей были переселены севернее, на территории, контролируемые Российской Империей. Значительная часть переселилась в Нахичевань (ныне Нахичеванская Автономная Республика).
Другая часть — в Вайоц-Дзор, основав несколько сел, в числе которых крупнейшее село Малишка (ныне Ехегнадзорский район, Армения).
В период с 2011 по 2015 годы кладоискатели разрушили армянскую Церковь, осквернили и перекопали оба кладбища, где были похоронены как армяне, так и ассирийцы, грузины и иранцы.
Церковь в Паяджуке полностью разрушена и разграблена. От неё остались лишь следы от основания. Впрочем, даже этих следов не осталось от дома в 50 метрах от неё, где родился армянский поэт и писатель Раффи. В селе Паяджук было два кладбища — при церкви для духовенства Армянской Церкви, и обычное, где, впрочем, также есть захоронения священников. Оба кладбища вандалы осквернили и разрушили, в числе которых могила архимандрита Егиазара, переселившегося в Паяджук со службы конгрегатом монастыря Сурб Бардухимеос — Святого Варфоломея — в селении Агбак.
В 1 км от села Паяджук находятся сохранившиеся руины Церкви Сурб Саргис в армянском селе Галасар (перс. كله سر , англ. Qaleh Sar).

## География
Расположено в 16 км от северо-западной оконечности озера Урмия; в 4,5 км от города Сельмас, административного центра одноимённой области.

## Население
Последний отток коренного населения произошёл в ходе так называемой «репатриации» в конце 40-х годов XX века, когда армяне переселялись в Советскую Армению.
Так, некогда христианское село Паяджук, абсолютное большинство жителей которого составляли армяне, начиная с середины XX века стало полностью мусульманским.
По данным переписи, в 2006 году население села Паяджук составляло 441 человек из 109 семей, курдского, тюркского и иранского происхождения.

## Известные уроженцы
Знаменитым уроженцем села Паяджук является видный армянский поэт, писатель романист Раффи (настоящее имя Ако́п Мели́к-Мирзо́евич Мели́к-Акопя́н).